# جادوب الصنوبر
جادوب الصنوبر أو جادوب أعشاش الصنوبر (باللاتينية: Thaumetopoea pityocampa) هي أساريع من السنيات الظهرية من مجموعة الفراشات الليلية. لونها أصفر به بقع حمراء بنية، مغطات بأشعار كثيفة سامة للإنسان تحدث التهاب الجلد، طولها 4سم، تعيش في أعشاش حريرية وتنشط ليلاً. تعتبر هذه الحشرة من الآفات الخطيرة في منطقة حوض البحر الأبيض المتوسط.
تبلغ دورة حياتها عادة سنة واحدة إلا انه من الممكن أن تمتد لأكثر من سنتين في المناطق العالية وفي الأجزاء الشمالية من خطوط العرض. تنقسم دورة حياتها في مرحلتين: مرحلة هوائية تضم كل من الفراشة - البيضة – اليرقة، ومرحلة أرضية هي طور العذراء ويدوم تطور اليرقات حوالي ستة أشهر في الظروف البيئية الأكثر ملاءمة.‌ يلعب معدل السطوع الشمسي دوراً هاماً في تحديد مدى انتشارها، فبشكل عام تدوم فترة انبثاق الفراشات بين شهر وشهر ونصف, ابتداء من شهر تموز/يوليو ولكن الفترة قد تطول لتبقى حوالي أربعة أشهر حسب الظروف. بعد بضعة ساعات من انبثاق الفراشات وتزاوجها، تضع الإناث بيوضها على أشجار الصنوبر القريبة، ويمكن للأنثى أن تطير عدة كيلومترات لتجد شجرة الصنوبر المفضلة لديها وهذا ما يفسر سرعة انتشارها.‌
تستمر فترة وضع البيض طوال فترة حياة الفراشة التي تمتد ليومين أو ثلاثة.‌ تكون مجاميع البيض على شكل لطع أسطوانية الشكل بترتيب حلزوني حول أزواج الإبر، تبقى لطع البيض عدة أسابيع (30-45 يوماً بعد وضعها) حتى تفقس .‌ تخرج أولى يرقات هذه الحشرة أواخر أيلول بعد فقس البيض، واليرقات تتطور على النبات العائل عبر خمس مراحل عمرية تطورية .‌
تبني اليرقات أعشاشاَ حريرية تبقى فيها حتى العمر الانسلاخي الرابع عندها تبني أعشاشها الشتوية في المواقع الأكثر تعرضاَ لأشعة الشمس, وتتغذى ليلاَ على إبر الصنوبر وتسكن في أعشاشها نهارا.‌
في نهاية الشتاء تسير اليرقات في مواكب باتجاه الأجزاء الأكثر حرارة, من التربة مشكلة ما يعرف بطابور اليرقات، بالغة نهاية عمرها اليرقي الانسلاخي الخامس، وهو ما يتوافق مع منتصف آذار/مارس إلى نيسان/أبريل تبعاً لقسوة الشتاء والارتفاع عن سطح البحر.‌ تتحرك اليرقات في درجات الحرارة المرتفعة خلف بعضها بعضاَ بقيادة يرقة تسير في المقدمة تعمل كمرشدة, ويتحه الطابور عادة نحو المناطق المضيئة و الأعلى حرارة، حيث يمكنها حفر نفق تحت الأرض والتوغل في أطراف الغابة، حيث تتوافر الإضاءة والدفء ويمكن أن يحصل التعذّر في أسفل جذع الشجرة في السنوات الدافئة.‌ يحدث التعذّر على عمق حوالى 10سم تحت التربة, وتدخل العذارى في فترة سبات تختلف مدته حسب الظروف المناخية، ويستمر بين 2 شهرين إلى عدة سنوات، حسب المتغيرات البيئية، لتحافظ على بقائها.‌
يعتبر جادوب الصنوبر من الحشرات الضارة وتتم معالجته على طريقين: المعالجة الميكانيكية عن طريق القص والحرق، والمعالجة الكيميائية عبر ناثر الضباب وباستخدام المبيدات والمازوت.